# Tyska F3-mästerskapet 1994
Tyska F3-mästerskapet 1994 vanns av Jörg Müller före Alexander Wurz och Ralf Schumacher.

## Delsegrare
| Bana        | Vinnare          | Vinnare          |
| ----------- | ---------------- | ---------------- |
| Zolder      | Inget race       | Jörg Müller      |
| Hockenheim  | Alexander Wurz   | Alexander Wurz   |
| Nürburgring | Jörg Müller      | Jörg Müller      |
| Wunstorf    | Norberto Fontana | Jörg Müller      |
| Norisring   | Jörg Müller      | Phillip Peter    |
| Diepholz    | Jörg Müller      | Jörg Müller      |
| Nürburgring | Norberto Fontana | Norberto Fontana |
| Avus        | Jörg Müller      | Jörg Müller      |
| Singen      | Ralf Schumacher  | Jörg Müller      |
| Hockenheim  | Jörg Müller      | Alexander Wurz   |

## Slutställning
| Plats | Förare           | Poäng |
| ----- | ---------------- | ----- |
| 1     | Jörg Müller      | 290   |
| 2     | Alexander Wurz   | 219   |
| 3     | Ralf Schumacher  | 158   |
| 4     | Sascha Maassen   | 153   |
| 5     | Pedro Couceiro   | 135   |
| 6     | Norberto Fontana | 118   |
| 7     | Phillip Peter    | 116   |
| 8     | Christian Abt    | 66    |